# Le Cannet
Le Cannet (Occitaans: Lo Canet; Italiaans (verouderd): Canneto) is een gemeente in het Franse departement Alpes-Maritimes in de regio Provence-Alpes-Côte d'Azur. De gemeente telde 40.198 inwoners op 1 januari 2022. De plaats maakt deel uit van het arrondissement Grasse.
De plaats ligt ten noorden van Cannes, een verkleinwoord van Cannes, dat dus 'klein Cannes' betekent. Het bergdorpje bestaat nog steeds, maar is in de verdrukking gekomen van de in de jaren 1960 gebouwde flats, waardoor Le Cannet is vast gebouwd aan Cannes.
Er wonen veel kunstenaars; kunstschilder Pierre Bonnard leefde gedurende meer dan twintig jaar in de gemeente. Destijds werd in Le Cannet de landbouw ontwikkeld door de monniken van de abdij van Lérins. Met name waren hier plantages met citroenbomen, die allemaal het veld hebben geruimd voor flatgebouwen en de 'autoboulevards'.

## Geografie
De oppervlakte van Le Cannet bedroeg op 1 januari 2022 7,71 vierkante kilometer; de bevolkingsdichtheid was toen 5.213,7 inwoners per km².
Het Canal de la Siagne (deel overdekt) en de autosnelweg A8 lopen door de gemeente.
De onderstaande kaart toont de ligging van Le Cannet met de belangrijkste infrastructuur en aangrenzende gemeenten.

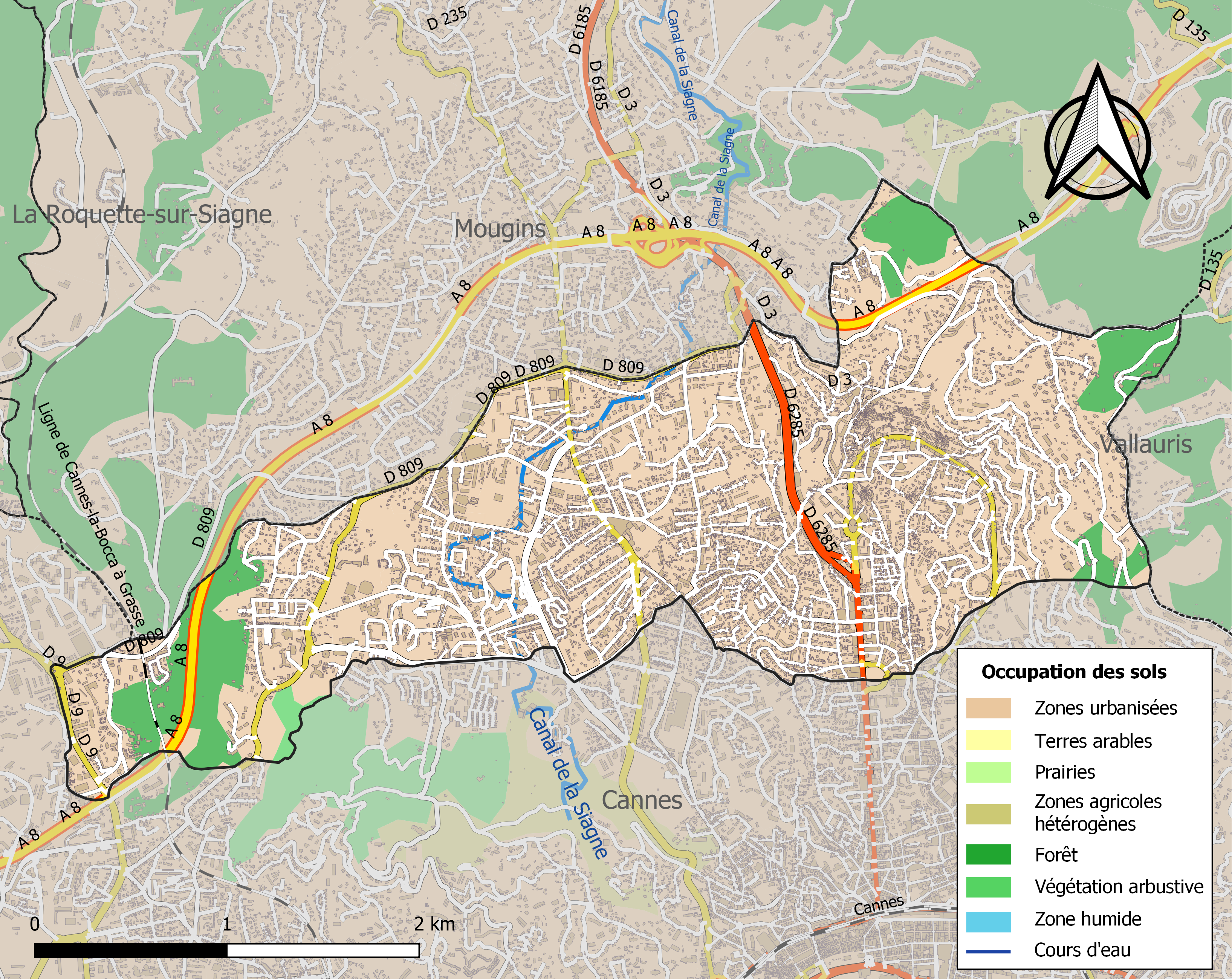

## Demografie
Onderstaande figuur toont het verloop van het inwonertal.
Vanwege een beveiligingsprobleem met de MediaWiki Graph-software is het momenteel niet mogelijk deze grafiek weer te geven. Zodra de software is bijgewerkt zal de grafiek vanzelf weer zichtbaar worden.

## Bezienswaardigheden
Het Musée Bonnard werd geopend in 2011 en is gewijd aan het werk van schilder Pierre Bonnard die gedurende 22 jaar in Le Cannet woonde (1922-1947). Het is gevestigd in het hôtel Saint-Vianney.

## Stedenbanden
Le Cannet heeft stedenbanden met Benidorm (Spanje), Königstein im Taunus (Duitsland), Lafayette (Verenigde Staten) en Vila do Conde (Portugal).

## Geboren
- René Vietto (1914-1988), wielrenner